# Eeney meeney barbee moe
『eeney meeney barbee moe』（イーニー・ミーニー・バービー・モー）は、BARBEE BOYSが1990年4月13日にEPIC/SONY RECORDSからリリースした6枚目のオリジナル・アルバム。
アルバムタイトルは英語の数え歌"Eeny, meeny, miny, moe"をもじったもの（日本語の『どちらにしようかな 天の神様の言うとおり』に相当する）で、minyの部分をbarbeeとし、バンド名に準えて名付けた。

## 背景
前作『√5』から1年2ヶ月ぶりとなる作品で、解散前最後となるオリジナル・アルバムとなった。
シングルカットされた楽曲が4曲と、これまでに発表されたオリジナル・アルバムの中で最多となっている。

## リリース
1990年4月13日にEPIC/SONY RECORDSから、CDとCTの2形態でリリースされた。
1995年7月21日にCDのみ再リリースされ、2007年4月25日にSony Music DirectのGT musicレーベルから、リマスターが施されたCDにDVDが同梱した形でリリースされた。
2025年7月23日に、メンバー立ち合いのもとリマスターが施された音源で、Sony Music DirectのGREAT TRACKSレーベルからLPレコード、ALDELIGHTレーベルからBlu-spec CD2の2形態で同時にリリースされ、初めてLPレコードをリリースすることを考慮して曲順がすべて変更となり、ディスクジャケットもアナザーカットが採用された。

## チャート成績
オリコンチャートでは、1990年盤は前作『√5』に続き1位、2025年盤は46位をそれぞれ獲得した。

## 収録曲

### CD（1990年盤, 1995年盤）
| 全編曲: BARBEE BOYS。 |                            |                        |                                      |       |
| #                     | タイトル                   | 作詞                   | 作曲                                 | 時間  |
| 1.                    | 「ノーマジーン」           | いまみちともたか       | いまみちともたか                     | 3:58  |
| 2.                    | 「三日月の憂鬱」           | いまみちともたか       | いまみちともたか                     | 2:45  |
| 3.                    | 「あいまいtension」        | いまみちともたか       | いまみちともたか                     | 4:17  |
| 4.                    | 「クラリネット」           | いまみちともたか       | いまみちともたか                     | 2:49  |
| 5.                    | 「勇み足サミー」           | いまみちともたか       | いまみちともたか                     | 3:38  |
| 6.                    | 「医者になんかわからない」 | 近藤敦                 | いまみちともたか                     | 3:58  |
| 7.                    | 「えれきトリック」         |                        | いまみちともたか・エンリケ・小沼俊明 | 1:35  |
| 8.                    | 「静けさに」               | 杏子                   | エンリケ                             | 4:06  |
| 9.                    | 「Na Na Na」               | 杏子・いまみちともたか | いまみちともたか                     | 4:25  |
| 10.                   | 「norma jean <reprise>」   |                        | いまみちともたか                     | 1:09  |
| 11.                   | 「Waltz」                  | いまみちともたか       | いまみちともたか                     | 3:50  |
| 12.                   | 「おやすみ よそもの」      | いまみちともたか       | いまみちともたか                     | 4:51  |
| 合計時間:             | 合計時間:                  | 合計時間:              | 合計時間:                            | 41:21 |

### CT（1990年盤）
| 全作曲: いまみちともたか、全編曲: BARBEE BOYS。 |                            |                  |                  |      |
| #                                               | タイトル                   | 作詞             | 作曲・編曲       | 時間 |
| 1.                                              | 「ノーマジーン」           | いまみちともたか | いまみちともたか | 3:58 |
| 2.                                              | 「三日月の憂鬱」           | いまみちともたか | いまみちともたか | 2:45 |
| 3.                                              | 「あいまいtension」        | いまみちともたか | いまみちともたか | 4:17 |
| 4.                                              | 「クラリネット」           | いまみちともたか | いまみちともたか | 2:49 |
| 5.                                              | 「勇み足サミー」           | いまみちともたか | いまみちともたか | 3:38 |
| 6.                                              | 「医者になんかわからない」 | 近藤敦           | いまみちともたか | 3:58 |
| 合計時間:                                       | 合計時間:                  | 合計時間:        | 21:25            |      |

| 全編曲: BARBEE BOYS。 |                          |                        |                                      |       |
| #                     | タイトル                 | 作詞                   | 作曲                                 | 時間  |
| 1.                    | 「えれきトリック」       |                        | いまみちともたか・エンリケ・小沼俊明 | 1:35  |
| 2.                    | 「静けさに」             | 杏子                   | エンリケ                             | 4:06  |
| 3.                    | 「Na Na Na」             | 杏子・いまみちともたか | いまみちともたか                     | 4:25  |
| 4.                    | 「norma jean <reprise>」 |                        | いまみちともたか                     | 1:09  |
| 5.                    | 「Waltz」                | いまみちともたか       | いまみちともたか                     | 3:50  |
| 6.                    | 「おやすみ よそもの」    | いまみちともたか       | いまみちともたか                     | 4:51  |
| 合計時間:             | 合計時間:                | 合計時間:              | 合計時間:                            | 19:56 |

### 2007年盤
| 全編曲: BARBEE BOYS。 |                            |                        |                                      |       |
| #                     | タイトル                   | 作詞                   | 作曲                                 | 時間  |
| 1.                    | 「ノーマジーン」           | いまみちともたか       | いまみちともたか                     | 3:58  |
| 2.                    | 「三日月の憂鬱」           | いまみちともたか       | いまみちともたか                     | 2:45  |
| 3.                    | 「あいまいtension」        | いまみちともたか       | いまみちともたか                     | 4:17  |
| 4.                    | 「クラリネット」           | いまみちともたか       | いまみちともたか                     | 2:49  |
| 5.                    | 「勇み足サミー」           | いまみちともたか       | いまみちともたか                     | 3:38  |
| 6.                    | 「医者になんかわからない」 | 近藤敦                 | いまみちともたか                     | 3:58  |
| 7.                    | 「えれきトリック」         |                        | いまみちともたか・エンリケ・小沼俊明 | 1:35  |
| 8.                    | 「静けさに」               | 杏子                   | エンリケ                             | 4:06  |
| 9.                    | 「Na Na Na」               | 杏子・いまみちともたか | いまみちともたか                     | 4:25  |
| 10.                   | 「norma jean <reprise>」   |                        | いまみちともたか                     | 1:09  |
| 11.                   | 「Waltz」                  | いまみちともたか       | いまみちともたか                     | 3:50  |
| 12.                   | 「おやすみ よそもの」      | いまみちともたか       | いまみちともたか                     | 4:51  |
| 合計時間:             | 合計時間:                  | 合計時間:              | 合計時間:                            | 41:21 |

| #  | タイトル                   | 作詞 | 作曲・編曲 |
| -- | -------------------------- | ---- | ---------- |
| 1. | 「医者になんかわからない」 |      |            |
| 2. | 「あいまいtension」        |      |            |
| 3. | 「ノーマジーン」           |      |            |
| 4. | 「Waltz」                  |      |            |
| 5. | 「おやすみ よそもの」      |      |            |
| 6. | 「Na Na Na」               |      |            |

### LPレコード（2025年盤）
| 全編曲: BARBEE BOYS。 |                          |                  |                                      |       |
| #                     | タイトル                 | 作詞             | 作曲                                 | 時間  |
| 1.                    | 「三日月の憂鬱」         | いまみちともたか | いまみちともたか                     | 2:45  |
| 2.                    | 「あいまいtension」      | いまみちともたか | いまみちともたか                     | 4:18  |
| 3.                    | 「ノーマジーン」         | いまみちともたか | いまみちともたか                     | 3:58  |
| 4.                    | 「勇み足サミー」         | いまみちともたか | いまみちともたか                     | 3:40  |
| 5.                    | 「えれきトリック」       |                  | いまみちともたか・エンリケ・小沼俊明 | 1:35  |
| 6.                    | 「クラリネット」         | いまみちともたか | いまみちともたか                     | 2:49  |
| 7.                    | 「norma jean <reprise>」 |                  | いまみちともたか                     | 1:12  |
| 合計時間:             | 合計時間:                | 合計時間:        | 合計時間:                            | 20:17 |

| 全編曲: BARBEE BOYS。 |                            |                        |                  |       |
| #                     | タイトル                   | 作詞                   | 作曲             | 時間  |
| 1.                    | 「医者になんかわからない」 | 近藤敦                 | いまみちともたか | 3:59  |
| 2.                    | 「静けさに」               | 杏子                   | エンリケ         | 4:07  |
| 3.                    | 「Waltz」                  | いまみちともたか       | いまみちともたか | 3:49  |
| 4.                    | 「おやすみ よそもの」      | いまみちともたか       | いまみちともたか | 4:50  |
| 5.                    | 「Na Na Na」               | 杏子・いまみちともたか | いまみちともたか | 4:24  |
| 合計時間:             | 合計時間:                  | 合計時間:              | 合計時間:        | 21:09 |

### Blu-spec CD2（2025年盤）
| 全編曲: BARBEE BOYS。 |                            |                        |                                      |       |
| #                     | タイトル                   | 作詞                   | 作曲                                 | 時間  |
| 1.                    | 「三日月の憂鬱」           | いまみちともたか       | いまみちともたか                     | 2:45  |
| 2.                    | 「あいまいtension」        | いまみちともたか       | いまみちともたか                     | 4:18  |
| 3.                    | 「ノーマジーン」           | いまみちともたか       | いまみちともたか                     | 3:58  |
| 4.                    | 「勇み足サミー」           | いまみちともたか       | いまみちともたか                     | 3:40  |
| 5.                    | 「えれきトリック」         |                        | いまみちともたか・エンリケ・小沼俊明 | 1:35  |
| 6.                    | 「クラリネット」           | いまみちともたか       | いまみちともたか                     | 2:49  |
| 7.                    | 「norma jean <reprise>」   |                        | いまみちともたか                     | 1:12  |
| 8.                    | 「医者になんかわからない」 | 近藤敦                 | いまみちともたか                     | 3:59  |
| 9.                    | 「静けさに」               | 杏子                   | エンリケ                             | 4:07  |
| 10.                   | 「Waltz」                  | いまみちともたか       | いまみちともたか                     | 3:49  |
| 11.                   | 「おやすみ よそもの」      | いまみちともたか       | いまみちともたか                     | 4:50  |
| 12.                   | 「Na Na Na」               | 杏子・いまみちともたか | いまみちともたか                     | 4:24  |
| 合計時間:             | 合計時間:                  | 合計時間:              | 合計時間:                            | 41:26 |

## 参加ミュージシャン
BARBEE BOYS are…
- ATSUSHI“KONTA”KONDOH : Vocals, Saxophones
- KYOKO : Vocals
- TOMOTAKA“Imasa”IMAMICHI : Guitars, Synth, Tambourine, Knee's clap and Vocals
- ENRIQUE : Bass
- TOSHIAKI“Darling Koiso”KONUMA : Drums

Additional Musicians
- sound efx by MASAYA MATSUURA from PSY・S(on 1,3,9,10,11)
- fret-less bass solo by SHUICHI“一秀”SHIBASAKI(on 10)
- marching snare by YUKIHIKO“Osugi”SUGIMOTO(on 10)

## メディアでの使用
| # | 曲名                | タイアップ                           | 出典  |
| - | ------------------- | ------------------------------------ | ----- |
| 2 | 「三日月の憂鬱」    | 明治チョコバー『body』イメージソング | [ 7 ] |
| 3 | 「あいまいtension」 | オリエント時計『YOU』CMソング        |       |